# Pentax SF7
Pentax «SF7» (В США продавался под названием «SF10») — малоформатный однообъективный зеркальный фотоаппарат с автофокусом, производившийся с 1988 до 1993 года в тёмно-сером исполнении.

## Основные характеристики
- Режимы: M (ручной), Av (приоритета диафрагмы), Tv (приоритет выдержки), P (режим программной линии)
- Встроенный экспонометр
- Блокировка экспозиции
- Автоспуск — 12 с
- Электронный затвор из металлических штор с вертикальным ходом 30 — 1/2000 с, В
- Моторная протяжка плёнки с возможностью серийной съемки до 2 к/с
- Отображение выдержки в видоискателе
- Питание 6 вольт 2CR5.

## Совместимость
«SF7» может работать с любыми объективами Pentax. Необходимо учесть следующее:
- существуют объективы, рассчитанные для использования с APS-C-камерами. Такие объективы дадут сильнейшее виньетирование;
- с объективами, оснащёнными креплением KAF3 и KF, не будет работать автофокус. Подтверждение фокусировки работать будет.